# Toro de lidia
Il toro de lidia è una razza bovina caratteristica della Spagna e importata anche in Portogallo, Francia e America Latina. Si tratta di una varietà molto primitiva e piuttosto eterogenea, anche a causa della vastità del territorio sul quale è allevato e delle differenze tra i vari allevamenti, che spesso tendono a selezionare tori con caratteristiche particolari proprio a fini distintivi. Gli spagnoli spesso si riferiscono agli individui di questa razza chiamandoli semplicemente ganado bravo (bestiame coraggioso) o reses bravas (capi coraggiosi).

## Origini
L'antenato del toro de lidia fu il Bos taurus ibericus, una sottospecie dell'uro (Bos taurus primigenius) diffusa nell'Europa sudoccidentale, dalla Camargue al delta del Guadalquivir. Questo animale si differenziava dalla sottospecie dell'Europa centrale per le dimensioni minori e la corporatura più snella e agile. Razze che ricordano molto da vicino questi bovini selvatici dell'Europa meridionale, oltre a quella di cui stiamo trattando, sono la Camarghese e la Corsicana. Dopo la domesticazione, i discendenti di questo animale, a differenza dei discendenti degli uri, non persero mai il carattere battagliero e aggressivo che aveva reso proverbiali i loro antenati selvatici: i Romani, per esempio, se ne servirono largamente per i loro spettacoli di caccia. Con il trascorrere dei secoli e con le regole sempre più precise imposte dall'Ottocento in poi per gli spettacoli taurini, i vari allevamenti diedero origine ad una vera e propria metodologia selettiva caratteriale, tesa proprio ad esaltare queste qualità.

## Morfologia
Nell'aspetto generale, la maggior parte degli individui di questa razza non si discosta di molto dall'aspetto originario dell'uro iberico, tanto che essa, insieme alla Camarghese, giocò un ruolo essenziale nel tentativo di ricostruzione dell'uro effettuato dai fratelli Heinz e Lutz Heck al principio del XX secolo (v. Bovino di Heck).

### Dati dimensionali
Anche se i dati metrici variano molto da un allevamento all'altro e anche tra individuo e individuo all'interno di una singola mandria, il toro de lidia si può considerare una razza di dimensioni medio-piccole se riferite alla media delle razze bovine, con pesi che variano tra i 500 e i 650 kg e un'altezza al garrese di 140 cm circa. Tali misure si riferiscono ai maschi adulti: le femmine sono molto più piccole e snelle, non superano quasi mai i 400 kg di peso e i 130 cm di altezza.

### Mantello
La variabilità del mantello del toro da combattimento è notevole, potendo variare dal bianco (ensabanado) al nero profondo (zaino) attraverso tutte le sfumature intermedie. Ogni sfumatura assume un termine specifico. I principali mantelli del toro da combattimento sono i seguenti:
- Ensabanado: bianco puro
- Albahío: bianco paglierino, tendente al giallastro
- Jabonero: beige-giallastro chiaro (Isabella)
- Barroso: rosso-castano chiaro
- Colorado: castano rossiccio piuttosto acceso
- Castaño: castano profondo (marrone scuro)
- Mulato: tra il marrone e il nero
- Zaino: nero profondo

I tipi di mantello, tuttavia, si adattano solamente ad animali di pelo totalmente uniforme. Più di frequente, il pelo del toro da combattimento ha sfumature di più colori, tracce, macchie e altri segni, che determinano variazioni della denominazione. Per esempio, il mantello bianco a pezze scure si indica con il termine berrendo en... seguito dal colore della pezzatura: berrendo en castaño, berrendo en colorado e via dicendo.
Uno dei mantelli più diffusi in assoluto (quasi la metà degli animali in certi allevamenti) è quello che prende il nome di listón: consiste in una base di colore nero più o meno profondo (mulato o zaino) con una sfumatura di pelo più chiaro verso la parte alta del dorso, che forma al centro di esso come una sorta di "striscia" marrone-dorata, non ben distinguibile da lontano, che percorre l'animale dalla nuca all'attaccatura della coda. Questo mantello è identico a quello dell'uro.
Un numero limitato di esemplari di questa razza mostra l'oriblanco, la sfumatura bianca intorno alle labbra spesso presente anche in altre razze bovine.

### Corna
Le corna del toro de lidia sono presenti in entrambi i sessi e sono generalmente rivolte dapprima all'esterno, quindi in avanti (talora leggermente verso il basso) e infine, in punta, verso l'alto. Non mancano tuttavia individui con punte divergenti, rivolte verso l'esterno (corniabertos) o, al contrario, convergenti in modo da "guardarsi" (corniapretados), asimmetriche (bizcos) o addirittura tendenti verso il basso, similmente alla razza da carne americana Hereford (capahchos).
Le corna sono già presenti in forma di grossi spuntoni negli esemplari di un anno, e a tre anni sono già grandi quasi quanto nell'adulto. La vacca presenta corna lunghe quasi come quelle dei tori, ma notevolmente più sottili.

### Altre caratteristiche fisiche
Segno distintivo del toro da combattimento sono i frontali molto allargati che conferiscono al capo un aspetto triangolare, lo sviluppo, specie nel maschio, della muscolatura delle spalle e del collo, gli zoccoli di colore chiaro e piuttosto larghi (non dimentichiamo che l'uro viveva di preferenza presso il delta dei fiumi e le zone paludose in genere), le orecchie piccole se confrontate con altre razze bovine, la coda invece molto lunga e dotata di un fiocco di peli che può arrivare a sfiorare il suolo.

### Dimorfismo sessuale
Rispetto alla maggioranza delle razze bovine, il dimorfismo sessuale nel bestiame da combattimento spagnolo è abbastanza ridotto e riguarda soprattutto le dimensioni. I maschi, come già detto, sono infatti notevolmente più pesanti e più muscolosi, nonché dotati di una evidente gibbosità muscolare (morrillo) situata subito dietro la nuca; sono inoltre provvisti del caratteristico ciuffo all'estremità del prepuzio, detto "pennello".
Tali caratteri sessuali secondari sono tuttavia chiaramente distinguibili solo in età matura, così che i tori e le vacche più giovani sono piuttosto difficili da distinguere gli uni dagl altri. La difficoltà è dovuta anche al fatto che entrambi i sessi hanno corna molto sviluppate e le femmine, tranne durante l'allattamento, non hanno mammelle esternamente distinguibili.

## Allevamento e criteri di selezione
I maggiori allevamenti di tori da combattimento sono situati nella Spagna meridionale (soprattutto in Andalusia ed Estremadura), anche se ve ne sono in altre regioni spagnole nonché in Portogallo, Colombia e Messico. Tali allevamenti sono detti ganaderías, dal termine ganado che significa "bestiame", e spesso comprendono decine di ettari di terreno incolto, dominato dalla macchia mediterranea (dehesa in spagnolo) con alberi sparsi di leccio o sughera. Tali ampi spazi sono recintati, ma permettono ai bovini una vita allo stato quasi completamente brado, con interazioni sociali e gerarchie molto simili a quelle dei loro antenati, gli uri.
Negli allevamenti più tradizionalisti, i mayorales, cioè le persone che si occupano del bestiame, girano tra i recinti rigorosamente a cavallo; tuttavia, esistono allevamenti in cui si è passati al trattore, che viene impiegato specialmente in operazioni quali la somministrazione del pienso, ovvero un'integrazione alimentare a base di cereali, utile per l'accrescimento dei bovini e anche per mescolarvi, ove occorra, farmaci, vitamine o altre sostanze.
Nei recinti da riproduzione, che hanno spesso superfici di svariati ettari, vivono insieme 25-30 vacche, tutte selezionate nel tentadero, e un semental (toro riproduttore), che può essere stato anch'esso selezionato tramite una tienta oppure essere sopravvissuto ad una corrida grazie all'indulto. Il riproduttore è attivo generalmente fino all'età di 10-12 anni; trascorsa questa età, l'animale è anziano e inutile, ma è comunque tradizione degli allevamenti non uccidere questi riproduttori "in pensione" e lasciare che muoiano di morte naturale.
All'inizio della primavera o spesso già alla fine dell'inverno, la vacca dà alla luce un vitello (ternero), più raramente due. L'allevatore non interviene minimamente durante il parto e non si avvicina alla coppia madre-figlio finché lo svezzamento non sia completato, anche perché le vacche da combattimento difendono i propri figli con un ardore battagliero di gran lunga superiore a quello delle loro cugine da latte o da carne.
Annualmente in primavera, i vitelloni nati nell'anno precedente, maschi e femmine, vengono finalmente separati dalla mandria originaria e posti in un recinto a parte. Tale operazione si svolge a cavallo, con l'aiuto di perros de presa (alani spagnoli) e di cabestros. In questa occasione, agli animali vengono attribuiti un numero progressivo, un marchio a fuoco con il simbolo dell'allevamento, nonché il nome individuale.
Il nome individuale del bestiame da combattimento si pone sempre tra virgolette, deve essere una parola in spagnolo e, dato che le "famiglie" dei tori da combattimento sono tradizionalmente matriarcali, deve iniziare con le stesse due o tre lettere del nome della madre. La scelta del nome può essere anche difficile, perché oltre alla regola delle iniziali, generalmente si tende a cercare una parola che possa descrivere il carattere dell'animale, quale l'allevatore ha avuto modo di osservare in un anno trascorso dalla sua nascita.
In un nuovo recinto, maschi e femmine tra l'anno e i due anni resteranno insieme, fino a superare la prima, terribile prova di coraggio e resistenza al dolore: la tienta. Gli animali che la supereranno brillantemente saranno scelti per essere riproduttori, riproduttrici o combattenti.